# Riverview (Floride)
Pour les articles homonymes, voir Riverview.
Riverview est une census-designated place du comté de Hillsborough, dans l'État de Floride, aux États-Unis,. En 2020, elle compte une population de 107 396 habitants.